# Корейская литература
Корейская литература — совокупность текстов, созданных корейским народом, а также литература на корейском языке. Включает в себя произведения на корейском и китайском языках, созданные корейцами в Корее, и произведения на корейском языке, созданные корейцами за пределами Кореи. До XX века в Корее писали преимущественно китайским иероглифическим письмом, в XX веке корейскую литературу пишут в основном корейским алфавитным письмом, изобретенным в середине XV века.

## Название
У Кореи несколько корейских названий, из-за чего в КНДР корейскую литературу именуют «чосон мунхак» (кор. 조선문학?, 朝鮮文學?); в Республике Корея — «хангук мунхак» (кор. 한국문학?, 韓國文學?).

## Классическая поэзия
Классическая корейская литература восходит на Корейский полуостров от традиционных народных верований и народных сказок местного населения. Есть четыре крупнейших традиционных поэтических форм: хянга («родные песни»); пёльгок («особая песня») чханга («длинные стихи») сиджо («текущие мелодии») и Каса («Стихи»). Корейская поэзия была первоначально разработана для пения. В основе поэтического стихосложения лежит линия различных групп из трех или четырёх слогов, которые, вероятно, самый естественный ритм языка.

### Хянга
Хянга́ — литературный жанр классической корейской поэзии, записанный способом иду. До наших дней сохранилось 25 произведений хянга — из них 14 в древнем сборнике «Самгук Юса» и 11 в «Житие Кюнё» (Кюнё чон). Появились в эпоху государства Объединённое Силла.

### Сиджо
Сиджо́ — жанр корейской лирической поэзии, изначально называемый танга (кор. 단가?, 短歌? дословно «короткая песня»).

### Каса
Каса — жанр корейской средневековой поэзии. Каса представляют собой крупные стихотворные произведения о знаменательных событиях прошлого, достопримечательностях страны, жизни народа Кореи и его соседей.

## Современная литература
Современная корейская литература сформировалась постепенно под влиянием западных культурных связей, основанных на торговле и экономическом развитии. Первая печатная работа художественной литературы на корейском языке была паломника Джона Баньяна — «Путешествие Пилигрима в Небесную Страну» (кор. 천로 역정 Cheonno-yeokjeong), переведённая Джеймсом Скэрт Гейлом (1893 г.).
Христианская религия нашла свой путь в Корее, кульминацией первого полного издания Библии на корейском языке, опубликованной в 1910 г.